# Gonzalo Bulnes
Gonzalo Bulnes Pinto (Santiago do Chile, 1851 — Santiago do Chile, 1936) foi um historiador e político chileno, filho do presidente Manuel Bulnes Prieto.
Seu interesse pela história veio da longa temporada que passou na Europa depois de completar seus estudos, onde foi influenciado pelos historiadores Renan, Phileste e Chasles.
Ao retornar para o Chile completa seus estudos Instituto Nacional General José Miguel Carrera, iniciou seus trabalhos historiográficos, focando-se na história militar chilena e sul-americana. Uma de suas obras de destaque é a "Guerra do Pacífico", composta por três grandes tomos.
Participou ativamente como político militando no Partido Conservador, chegando a ser deputado e senador, sendo considerado um dos parlamentares mais cultos e completos do país.

## Obras
- Historia de la Campaña del Perú en 1838
- Historia de la Expedición Libertadora del Perú: 1817-1822
- Don Juan Martínez de Rozas: 1759-1813
- Últimas campañas de la Independencia del Perú: 1822-1826
- Chile y la Argentina: un debate de 55 años
- Guerra del Pacífico